# Utilisation des excreta

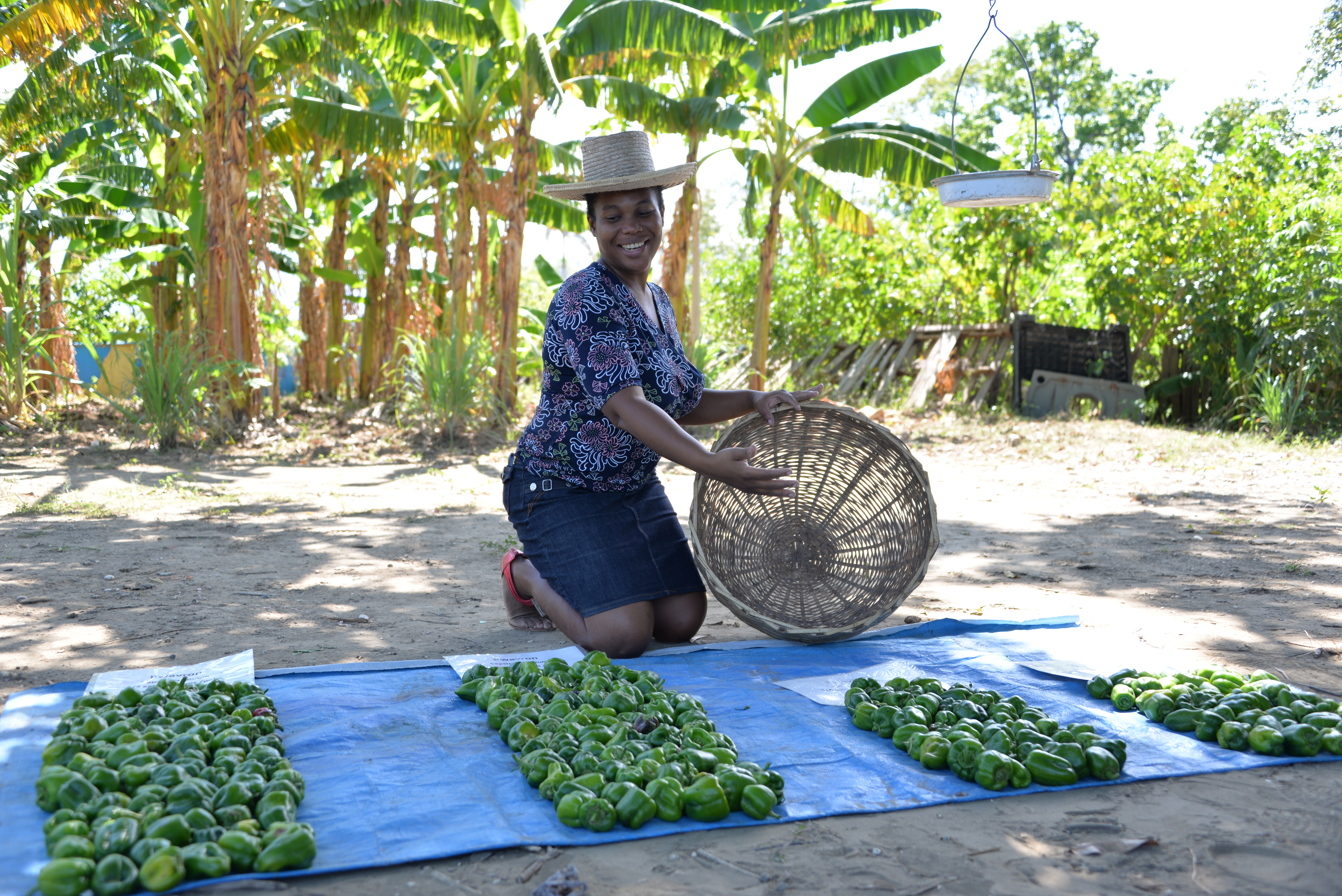
Récolte de poivrons (capsicum) cultivés avec du compost à base d'excréments dans un jardin expérimental en Haïti.

L'utilisation des excréments ou utilisation des excreta fait ici référence à l'utilisation des excréments animaux ou excréments humains, à savoir les matières fécales (ou fèces) et l'urine. Il s'agit de valoriser la matière organique et les nutriments qu'ils contiennent naturellement sous des formes bioassimilables pour les plantes. On en fait des amendement ou des engrais en agriculture, jardinage, aquaculture ou activités horticoles. Des bouses de bovins notamment sont aussi utilisés comme combustible et comme matériau de construction ou depuis peu pour la production de protéines. Les caractéristiques (fertilisantes et bactériologiques notamment) des excreta varient considérablement selon leur origine (humain, animal herbivore, granivore, insectivore, omnivore ou carnivore) et sa préparation (dilué, séché, aseptisé, composé, en mélange ou non... issue de toilettes sèches, de boues fécales ou d'épuration, sous forme de fiente ou en lisier ou fumier animal, etc.).
En raison du risque de péril fécal, les excreta sont aujourd'hui soumis à des réglementations strictes. S'ils sont parfois assimilés à des matières dangereuses, ils pourraient aussi potentiellement remplacer des engrais coûteux et polluants (ex : Mexique, Inde, Bangladesh, Ghana).[réf. nécessaire]
En 2006, l'Organisation mondiale de la santé a produit des lignes directrices et un cadre montrant comment les excreta humains pourraient être utilisés en toute sécurité, en suivant une approche à barrières multiples[réf. à confirmer].
En Afrique les quantités théoriques de nutriments présents dans les excréments humains équivalent à la somme de engrais utilisés sur ce continent:16. La réutilisation pourrait améliorer les sols et la production alimentaire tout en offrant une alternative aux engrais chimiques, souvent inabordables pour les petits paysans.[réf. nécessaire]

## Histoire

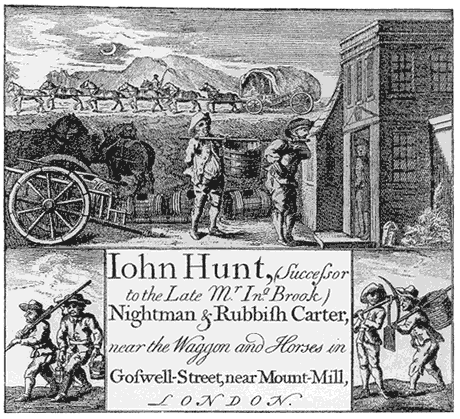
Gravure du 18e siècle présentant l'activité noctambule d'un nightman, John Hunt, entrepreneur collecteur et épandeur d'excreta humains à Londres.

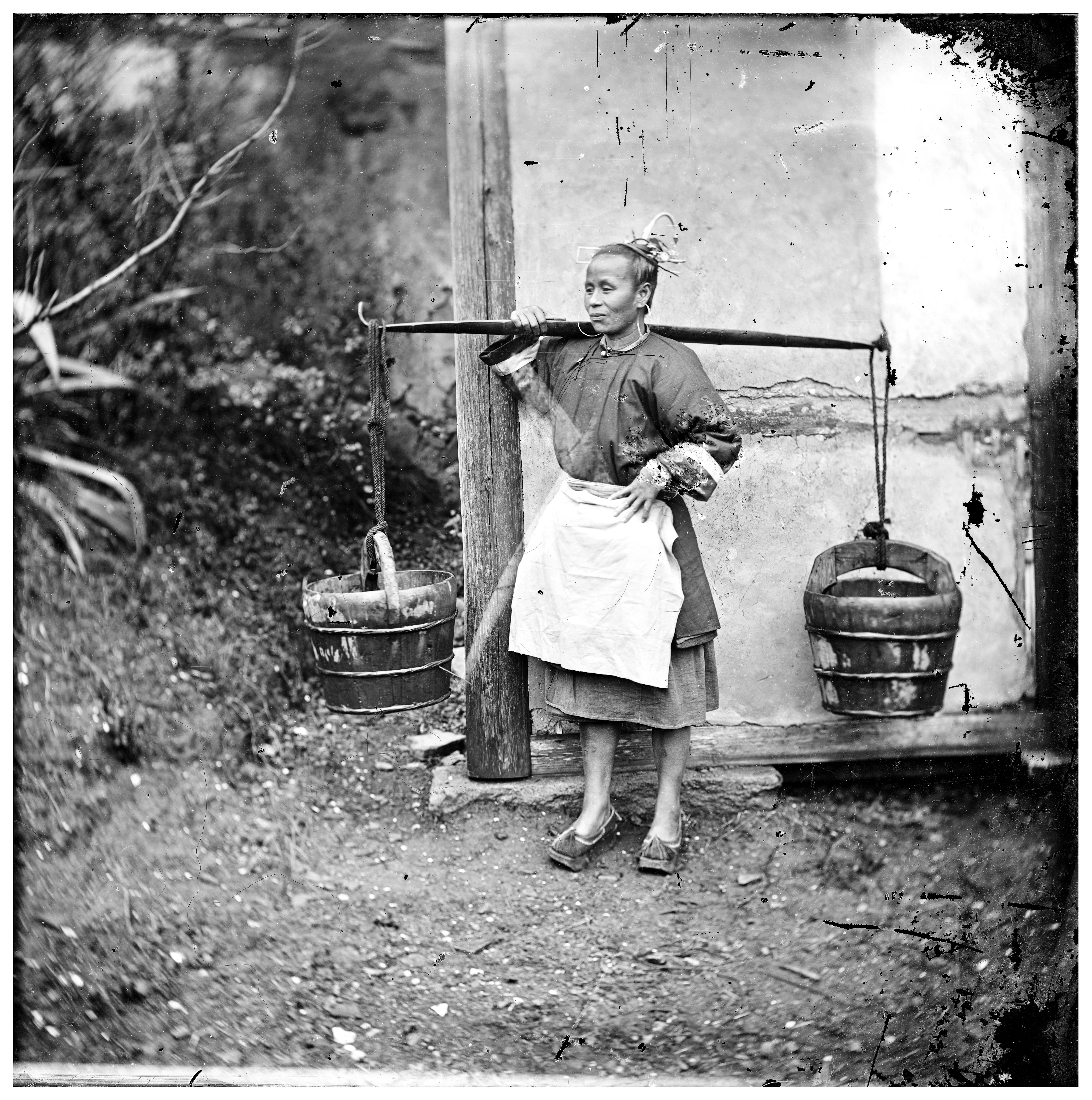
Femme chinoise portant deux seaux d'excréments (1871).

L'utilisation d'excréments et d'urines comme engrais agricole est rapportée au moins depuis l'Antiquité dans une grande partie du monde,. Cet amendement était souvent considéré comme parmi les meilleurs pour la croissance des plantes et il existait diverses recettes de préparation. 
En Attique le réseau d'égouts de l'ancienne Athènes aboutissait à un grand réservoir, d'où les boues fécales et eaux grises étaient acheminées vers la vallée de Céphissus où ils engraissaient les champs et jardins
En Chine, au Japon et en Corée durant des siècles les excréments urbains étaient exportés vers les champs périphériques, parfois via un réseau de transport par canaux (Franklin Hiram King (en) a décrit ce système dans son ouvrage "Farmers of Forty Centuries, or Permanent Agriculture in China, Korea, and Japan"). En Asie du Sud-Est, les excréments étaient parfois directement déversés dans des mares ou étangs piscicoles pour doper la production d'algues et de microcrustacés alimentant les poissons.  
Hong-Kong avait un autre euphémisme pour décrire la récupération des excréments :倒 夜 香  dàoyèxiāng , signifiant littéralement "vider le parfum nocturne". [réf. nécessaire] ; ces expressions ont été utilisées par quelques générations ayant vécu dans certaines parties de la Chine ou dans les Chinatowns créées hors de Chine, avant le développement des infrastructures d'assainissement modernes, parfois jusqu'en 1960, et dans la période Post - Seconde Guerre mondiale par exemple à Chinatown (Singapour) en particulier parce que les infrastructures d'assainissement endommagées par la bataille de Singapour après l'occupation japonaise de Singapour ont mis longtemps à être réparées.  Après le développement de l'économie et du niveau de vie après l'indépendance, le système de sol nocturne de Singapour n'est plus qu'une curieuse anecdote datant de l'époque de la domination coloniale, au moment du développement de nouveaux systèmes. Durant la période Kuomintang en Chine continentale, et dans le Chinatown de Singapour, le ramasseur de "sol de nuit" arrivait généralement avec des seaux vides qu'il échangeait contre des seaux pleins, offrant un service fonctionnant sur le même principe que celui de la livraisons d'eau par des porteurs. 
En Inde la collecte des boues fécales est encore localement réservée à la caste des intouchables. La gestion des boues de vidange constitue encore un défi en raison de ses implications sanitaires dans de nombreux pays en voie de développement.
En Europe, plusieurs régions (Flandre notamment, ou région parisienne) en utilisaient de grandes quantités. Les anglophones parlaient parfois de sol de nuit (night soil, euphémisme désignant les excréments humains recueillis relativement frais et non dilués dans de l'eau, ou à partir des égouts, puisards, fosses et latrines, qui pouvaient être transportés (de nuit souvent) hors des villes et vendus comme engrais. Dans la banlieue parisienne on produisait, non sans nuisances odorantes, une poudrette qui permettait 3 récoltes maraîchères par an.

## Enjeux
Parmi les enjeux de l'utilisation d'excreta aseptisés ou sécurisés en agriculture, jardinage ou sylviculture ou pisciculture, figurent la soutenabilité de la gestion des déchets et de l'assainissement (c'est la dernière étape de la chaîne d'assainissement, qui commence par la collecte des excréments (au moyen de toilettes) et se poursuit avec le transport et le traitement jusqu'à l'élimination ou la réutilisation). Elle est centrale dans l'approche d'un assainissement écologique et est l'une des conditions d'une économie circulaire moins gaspilleuse de ressources.  

## Valeur agronomique

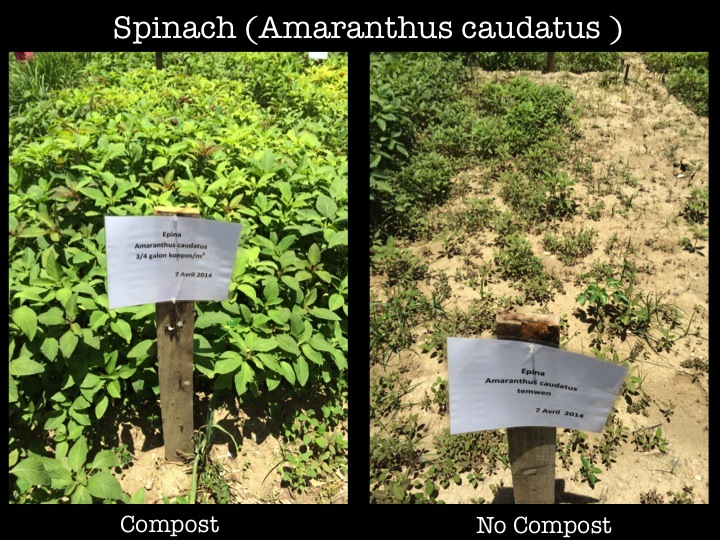
Comparaison du champ d'épinards avec (à gauche) et sans compost (à droite), expériences à la ferme SOIL à Port-au-Prince (Haïti).

Outre de l'eau et de la Matière organique (ressource précieuse pour restaurer ou entretenir la qualité des sols), Les fèces et urines sont riches en nutriments d'intérêt pour les plantes : l'Azote, le Phosphore, le soufre et le Potassium. Ils contiennent aussi divers oligoéléments directement bioassimilables par les plantes, et dans des proportions répondant généralement à leurs besoins.[réf. nécessaire]
Les excréments d'herbivores contiennent en outre une microflore réputée propice au système racinaire et à la mycorhization des plantes (utilisés en pralinage pour les plantations d'arbre par exemple). Dans certains contexte la teneur en eau des urines leur donne une valeur supplémentaire, mais elles doivent néanmoins être diluées et les eaux grises sont quantitativement plus importantes (réutilisation ou recyclage des eaux usées). Certains fertilisants sont dérivés des excréments, dont les propriétés et les caractéristiques fertilisantes varient : urine, matières fécales sèches, matières fécales compostées, boues de vidange, boues d'épuration et fumier.[réf. nécessaire]

### Comparaison avec d'autres engrais
Les excréments sont des engrais polyvalents et très bioassimilables, gratuits ou peu couteux, et pouvant être utilisés en boucles courtes. Les engrais organiques sont riches en composés carbonés réduits ; s'ils sont déjà partiellement oxydés comme dans le compost, les minéraux fertilisants sont adsorbés sur les produits de dégradation (acides humiques), etc. Ils présentent donc un effet de libération lente et sont généralement moins rapidement lessivés. Mais ils présentent - s'ils sont mal utilisés - des risques sanitaires et peuvent être source de gêne olfactive. Alors que l'urbanisation se développe, c'est une source qui s'éloigne des zones cultivées. Le fumier animal (lisier notamment) dans un contexte d'élevages géants à grand nombre d'animaux, peut poser problème quand il n'y a plus assez de terres pour l'épandage à proximité et à cause d'une teneur excessive en polluants ou résidus d'antibiotiques et d'antiparasitaires.[réf. nécessaire]
Les engrais minéraux quant à eux sont coûteux, plus polluants dans leur cycle de vie, et souvent plus lessivables. Ils ont une mauvaise empreinte carbone et/ou sont fabriqués à partir de pétrole et de mines. Les minerais phosphatés contiennent des métaux lourds problématiques tels que cadmium et uranium, qui peuvent contaminer la chaîne alimentaire. Les mines de phosphate commencent en outre à s'épuiser.

## Sources
Ce sont :
- les foyers individuels, ruraux à urbains (les excreta humains étaient autrefois communément récoltés à domicile pour être utilisées au jardin ou dans l’agriculture) ;
- certains établissement collectifs (école, collèges, lycées, université, habitats groupés…) ;
- les élevages agricoles ;
- les systèmes systèmes d'assainissement, de plus en plus conçus pour une récupération sûre et efficace de ces déchets qui sont aussi des ressources. Le risque microbien diminue mais une partie du carbone et de l'azote a été perdue lors du traitement, qui par ailleurs augmente le risque d'apports en métaux lourds, métalloïdes et polluants organiques. Les eaux usées comprennent de l'eau, des nutriments, de la matière organique et un certain contenu énergétique. La réutilisation des excréments s'intéresse aux nutriments et aux matières organiques alors que la réutilisation des eaux usées se concentre sur la teneur en eau.

L'urine humaine peut être facilement collectée via des urinoirs sans eau, des toilettes sèches à séparation d'urine (UDDT) ou des toilettes à détournement d'urine.

## Engrais dérivés d'excreta

### Urine

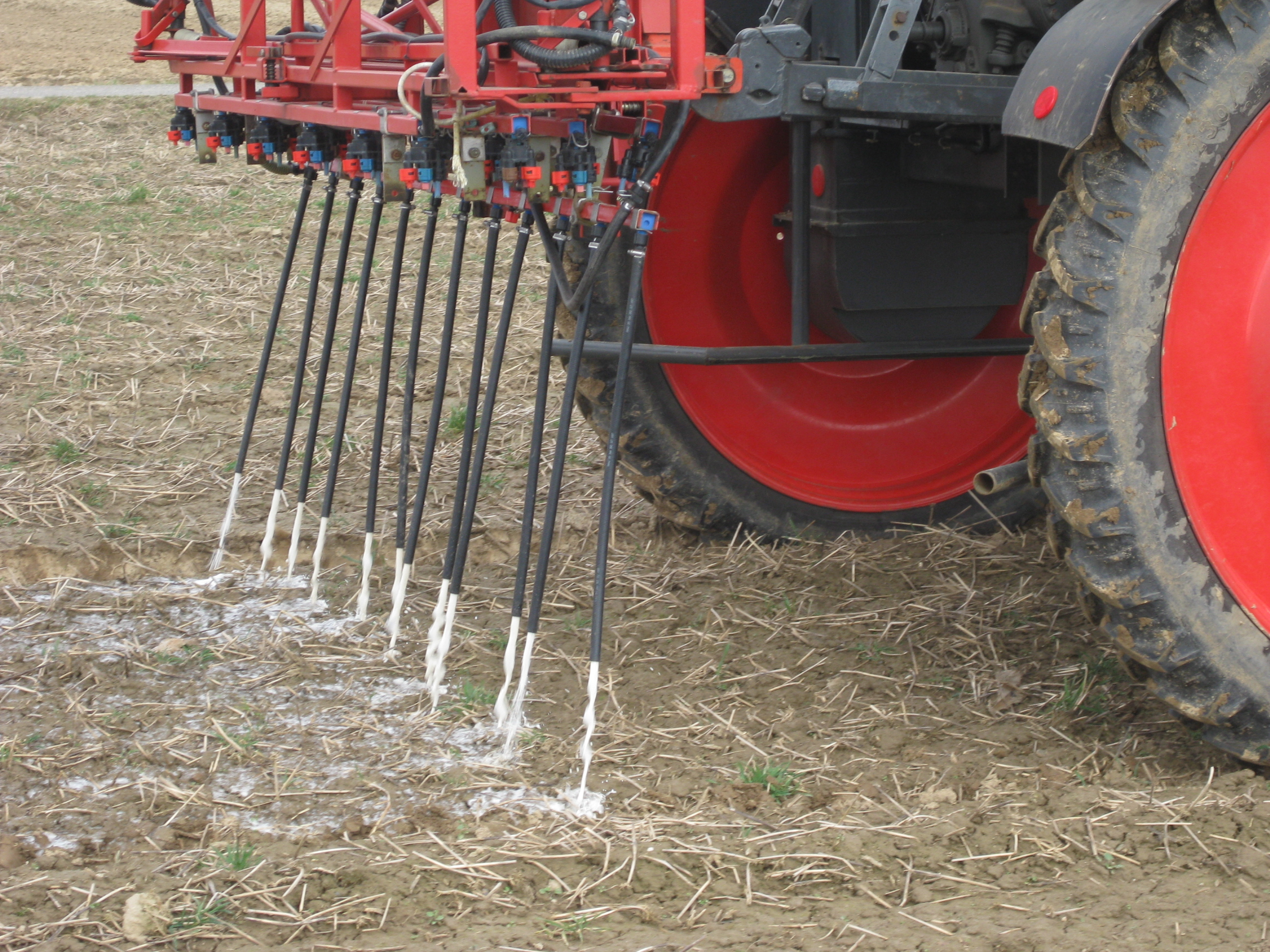
Application d'urine sur un champ près de Bonn, Allemagne, au moyen d'une rampe à pendillards (tuyaux pendant près du sol), limitant l'évaporation et les odeurs.

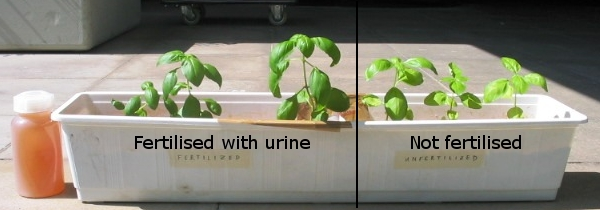
Plants de basilic : les plants de droite ne sont pas fertilisés avec de l'urine, ceux de gauche le sont (dans le même sol pauvre en nutriments).

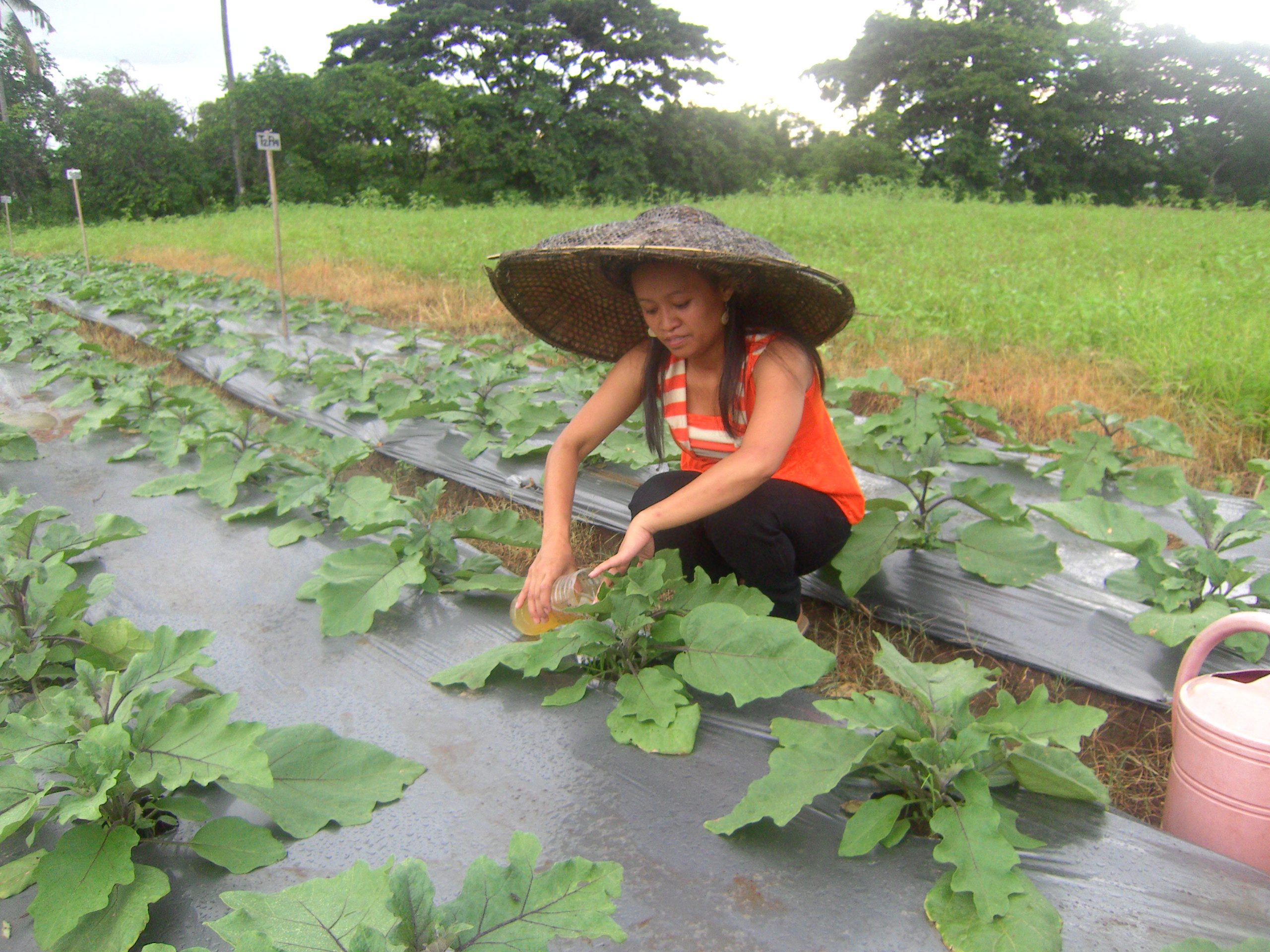
Application de l'urine sur les aubergines au cours d'une étude de terrain globale sur l'application d'urine à l'Université Xavier, aux Philippines.

L'urine est principalement composée d'eau et d'azote (essentiellement sous forme d'urée), ainsi que d'un peu de potassium dissous et d'autres minéraux. Plus le bol alimentaire contenait de protéines plus l'urine contient d'urée. Plus de 70 % de l'azote et plus de 50% du potassium retrouvé les eaux usées provient des urines (moins de 1 % du volume total). Selon les principes de l'assainissement écologique (ecosan), utiliser l'urine stockée ou lisain « boucle le cycle des flux de nutriments agricoles » (« closing the cycle of agricultural nutrient flows »).
Dans le monde, l'utilisation des eaux usées brutes ou de boues de vidange a été courant tout au long de l'histoire, mais l'application d'urine séparée aux cultures semble avoir été rare. C'est un usage qui se développe.

L'apport d'urine pure non assainie est à proscrire : outre de mauvaises odeurs, il serait source de phytotoxicité par apport excessif d'ammoniac et d'acidification voire de salinisation et d'eutrophisation. Le dosage dépend de la durée et fréquence des apports, du sol et des besoins et de la tolérance à la salinité de la plante, de l'ajout d'autres composés fertilisants et de la quantité de pluie ou d'autres types d'irrigation.
L'urine non assainie doit être diluée dans de l'eau (avec un rapport de 1:5 pour les cultures annuelles cultivées en container avec un milieu de culture frais chaque saison, ou avec un ratio de 1:8 pour un usage plus général), il peut être versé au pied de la plante, ou appliqué sur le sol comme engrais,. L'effet fertilisant de l'urine s'est avéré comparable à celui des engrais azotés commerciaux,. 
Souvent la récupération et l'assainissement de l'urine pour en faire un urinofertilisant consomme moins d'énergie si elle est faite en amont (plutôt qu'à partir d'usines de traitement des eaux usées que lorsqu'elle est utilisée directement comme ressource d'engrais),.

#### Risques et Limitations
Comme pour un engrais chimique, la présence d'azote excédentaire dans le sols doit limiter l'usage ou les doses d'apport d'urine. En zone sèche et/ou salinisée, il faut aussi tenir compte des sels inorganiques (tels que le chlorure de sodium) qu'apporte aussi l'urine via le système rénal. 
Sauf cas particulier (saturnisme, contamination accidentelle ou médicamenteuse), les taux de métaux lourds tels que le plomb, le mercure et le cadmium de l'urine sont inférieurs à ceux des boues d'épuration (aussi utilisées comme engrais). L'urine d'un patient victime d'une infection urinaire ou sous médicament est à éviter par précaution, et car pouvant contenir des résidus pharmaceutiques (polluants pharmaceutiques persistants dans l'environnement).
 le risque d'eutrophisation est à considérer, notamment en bordure de zone humide ou près milieux dont la richesse écologique est liée à l'oligotrophie du sol. 
Depuis 2011, la Fondation Bill-et-Melinda-Gates fournit des systèmes d'assainissement (issus de la recherche) qui récupèrent les nutriments dans l'urine.

#### Prévenir lacrise du phosphore
Utiliser le phosphore des excreta permet d'atténuer la pénurie imminente (dite « pic du phosphore ») due au fait que la plupart des gisements connus de phosphate ont été entièrement exploités, ce qui menace la sécurité alimentaire mondiale.

### Excréments

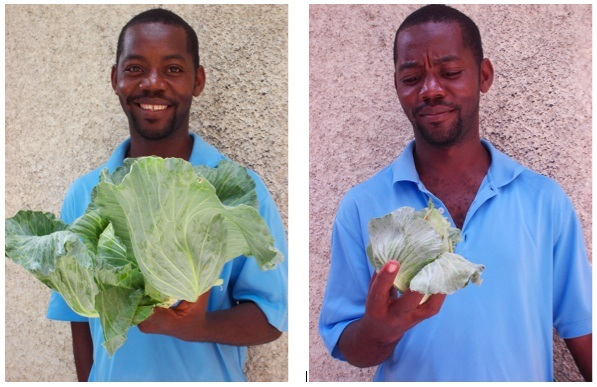
Chou cabus cultivé dans un compost à base d'excréments (à gauche) et sans amendements de sol (à droite), SOIL en Haïti

Les matières fécales séchées issues des toilettes sèches, ou de toilettes à séparation d'urine (UDDT), après le traitement, augmentent la productivité des sols, grâce aux effets fertilisants de l'azote, du phosphore, du potassium, mais aussi par leur apport en carbone organique qui va notamment nourrir des champignons coprophiles bénéfiques pour le sol et le plantes.

#### Compostage des excréments
Des sciures et des déchets de cuisine biologiques sont souvent ajoutés aux excréments destiné au compost, qui aura potentiellement les mêmes usages qu'un compost dérivé d’autres déchets organiques (dont parfois boues d’épuration, biodéchets municipaux). Un facteur limitant peut être des restrictions légales liées aux agents pathogènes potentiellement présents dans le compost. L'utilisation d'un tel compost longuement maturé dans son propre jardin est généralement considérée comme sûr ; c'est d'ailleurs la principale destination des issues de toilettes à compostage, les mesures d'hygiène restant de rigueur pour la manipulation des matières et du compost (pour toutes les personnes qui y sont exposées), par ex. porter des gants et des bottes. Dans les toilettes sèches sans récupération d'urine, l'urine peut être absorbée sur de la sciure fine, ce qui empêche les odeurs, et enrichira le compost.  L'urine peut contenir jusqu'à 90 % de l'azote, jusqu'à 50 % du phosphore et jusqu'à 70 % du Potassium présent dans les excreta humains. Le compost de toilettes à compostage ne détournant pas l'urine contient généralement tout le panel des nutriments nécessaire aux plantes et au sol, et il est le plus bioassimilable.

#### Boues de vidange
Définies comme "provenant des technologies d’assainissement in situ, ne provenant pas d'un égout", les boues de vidange proviennent par exemple des latrines à fosse, de blocs sanitaires sans égout, de fosses septiques. Diverses méthodes permettent de les utiliser en agriculture : déshydratation, épaississement, séchage (dans les lits de séchage des boues), compostage, granulation, digestion anaérobie.

#### Eaux usées municipales ou agro-industrielles
Après une épuration soignée, ces eau récupérée ont perdu une grande partie de leur valeur agronomique. Elles peuvent être recyclées pour l'irrigation, des réutilisations industrielles, le réapprovisionnement des cours d'eau naturels, des plans d'eau et des aquifères et autres utilisations de l'eau potable et non potable. Ces applications se concentrent  généralement sur l'aspect de l'eau, et non sur leur contenu en nutriments et matière organique, qui est au centre de la "réutilisation des excréments". Lorsque les eaux usées sont réutilisées en agriculture, leur teneur en éléments nutritifs (azote et phosphore) peut être utile pour une application supplémentaire d'engrais. Les travaux de l’Institut international de gestion de l'eau et d’autres organisations ont abouti à des directives sur la manière dont la réutilisation des eaux usées municipales en agriculture pour l’irrigation et l’application d’engrais peut être mise en œuvre en toute sécurité dans les pays à faible revenu

#### Les boues d'épuration
Dites « Biosolids (en) » une fois séchées, les boues d'épuration sont souvent utilisées comme amendement ou engrais, mais avec des controverses (dont aux États-Unis et en Europe) en raison des polluants chimiques qu'elles contiennent souvent (métaux lourds, perturbateurs endocriniens, microplastiques et polluants environnementaux pharmaceutiques persistants. Néanmoins 75 % des boues de station d'épuration sont utilisés comme engrais comme engrais en France, ce qui permettrait de recycler 50 % du phosphore et 10 % de l'azote produit par les humains.
Northumbrian Water, au Royaume-Uni, utilise deux usines de biogaz pour produire ce que la société appelle une "oo power" - en utilisant des boues d'épuration pour produire de l'énergie afin de générer des revenus. La production de biogaz a réduit ses dépenses d’électricité d’avant 1996 de 20 millions de livres sterling soit environ 20 %. Severn Trent et Wessex Water ont également des projets similaires.

#### Lixiviats et digestats
Les lixiviats et digestats sont issus de la méthanisation. Après digestion anaérobie, le lixiviat (partie liquide) a perdu beaucoup de carbone. Mais il reste de l'azote et du  phosphore récupérable (sous forme de struvite) utilisable comme engrais (par exemple, la société canadienne Ostara Nutrient Recovery Technologies commercialise un procédé de précipitation chimique contrôlée du phosphore dans un réacteur à lit fluidisé, récupérant la struvite sous forme de pastilles à partir du flux de déshydratation des boues. Ce produit cristallin est vendu aux secteurs de l’agriculture, du turf et des plantes ornementales comme engrais sous la marque déposée "Crystal Green". Le digestat (partie solide) est un compost utilisable comme tel.

#### Fientes, fumier, lisier et purin
Les excréments animaux sont utilisés depuis des siècles comme engrais agricoles et des jardins. Ils améliorent l'activité microbienne du sol, sa structure (agrégation) et sa fertilité ; l'apport en oligo-éléments améliore aussi la nutrition des plantes.
Ces engrais ayant une odeur ammoniaquée particulièrement désagréable (en particulier le lisier de l'élevage porcin intensif), ils sont de plus en plus injectés directement dans le sol, ce qui diminue la libération de l'odeur. Le fumier des porcs et des bovins est généralement répandu dans les champs à l'aide d'un épandeur de fumier.  Plus pauvre en apports protéiques, le compost ou le fumier d'herbivore a une odeur plus douce que celui de carnivores ou d'omnivores, sauf s'il a subi un début de fermentation anaérobie, source d'odeur désagréable, posant problème dans certaines régions agricoles très habitées.  Les fientes de volaille sont nocifs pour les plantes tant qu'elles sont fraîches, mais sont un engrais précieux après une période de compostage.
Du fumier composté et mis en sac est commercialement vendu au détail comme amendement du sol.

## Péril fécal (risques sanitaires)

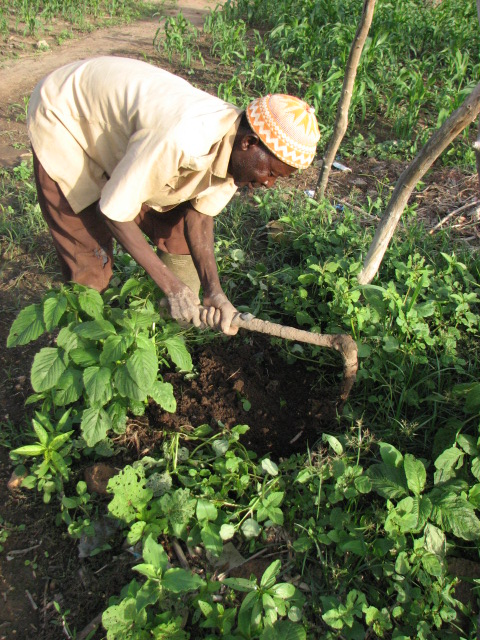
Les jardiniers de Fada N'Gourma au Burkina Faso appliquent des excréments secs après les avoir mélangé avec d'autres engrais organiques (fumier d'ânesse, fumier de vache) et des sols fertiles purs, et après avoir mûri pendant deux à quatre mois supplémentaires.

Les excreta peuvent aisément être contaminés par les déjections de personnes infestées, notamment en contexte d'épidémie, d'inondation ou de crise sanitaire. 
La lutte contre le péril fécal passe alors par des mesures importantes et souvent coûteuses. On remarquera que les pays développés ont été capables de réduire très fortement l'incidence des maladies d'origine fécale par ces mesures d'hygiène.
La transmission des maladies se fait par voie digestive, directement par les mains sales ou indirectement par l'eau ou les aliments souillés de matières fécales.
Parmi les principales maladies liées au péril fécal, on retrouve les maladies véhiculées par des virus, : 
- de l'Hépatite A,
- de la Poliomyélite,
- du rotavirus,
- et de l'Agent de Norwalk,

ou les bactéries, :
- de la salmonellose,
- du choléra,
- les Shigella,
- les Escherichia coli pathogènes (EHEC, EPEC, EIEC, ETEC)
- et Yersinia enterocolitica.

On trouve également certains champignons comme le genre Enterocytozoon.
Parmi les principaux parasites transmis on compte, :
- Amibes
- Anguillule
- Ankylostome
- Ascaris lumbricoides
- Cyclosporose
- Douves
- échinococcose alvéolaire
- Entamoeba histolytica
- Enterocytozoon
- Fasciola hepatica
- Giardia duodenalis
- Giardiase
- Isospora belli
- Oxyurose
- Schistosome
- Taenia saginata et Taenia solium
- Toxoplasma gondii (selle de chats)
- Trichocéphale
- Trichocéphalose.

Les kystes sont des moyens de protection de parasites pouvant parfois résister et rester viables plus de 20 ans,.
La Corée du Nord utilise encore des excréments humains comme engrais. Ces excréments ne sont pas traités et sont utilisés en agriculture. Un déserteur nord-coréen est retrouvé avec une "quantité énorme" de parasites dans le corps, possiblement liée à l'usage des excréments humain comme engrais.

## Risque toxicologique et pharmaceutiques
Le risque toxicologique ou écotoxicologique, si les excreta sont contaminés par les toxines (métaux lourds, métalloïdes, radionucléïdes, perturbateurs endocriniens, polluants organiques, résidus de médicaments...). Dans le cas de produits non biodégradables, il s'agira d'éviter que les contaminants entrent dans la chaine de collecte. En zone ou contexte de risques, des analyses physicochimiques périodiques sont utiles (mais ont un prix).[réf. nécessaire]
Les excréments humains et animaux peuvent contenir des résidus d'hormones, d'antibiotiques et d'antiparasitaires (ivermectine par exemple) pouvant théoriquement affecter la microfaune du sol, polluer l'eau, voire entrer dans la chaîne alimentaire via les cultures fertilisées. Ils ne sont pas actuellement totalement éliminés par les stations d'épuration classiques, et peuvent contaminer des eaux usées domestiques. Ces résidus sont pour beaucoup mieux dégradés dans le sol que dans les systèmes aquatiques. Certains médicaments contiennent des métaux toxiques non dégradables, par exemple en chimiothérapie avec le cisplatine ; les excreta de malades ne doivent pas être utilisés sur des cultures alimentaires, ni traités dans les mêmes filières (notamment en cas de choléra).[réf. nécessaire]

## Gestion des risques
L'Organisation mondiale de la santé recommanderait de gérer les risques par une approche unique (dite One Health)[réf. nécessaire].
L'utilisation non réglementée et peu sûre d'excréments est fréquente, notamment dans les pays en développement.
Sous l'égide de l'ONU et de l'UNESCO, l'OMS a produit en 2006 un cadre explicatif (voir ci-dessous).

### Concept de "barrière multiple pour une utilisation sûre en agriculture" de l'urine
Ce concept a été validé et repris en 2006, par l'Organisation mondiale de la santé (OMS) dans ses Directives sur la réutilisation en toute sécurité des eaux usées et des eaux grises (il est aussi utilisé dans l'industrie agroalimentaire et pour l'approvisionnement en eau).
Issu des approches HACCP et des recherches conduites sur la manière de réutiliser en toute sécurité l'urine et les excréments en toute sécurité dans l'agriculture, notamment en Suède depuis les années 1990, ce concept repose sur la constitution et le respect de barrières multiples (une pour chaque étape et source de risque), pour prévenir la propagation de parasites et d'agents pathogènes. Le degré de traitement requis pour sécuriser des engrais à base d'urine dépend de plusieurs facteurs dont chacun doit être pris en compte et associé à une "barrière".  Il s'agira par exemple de choisir des modes de collecte, de stockage et de transport sécurisées, de choisir des cultures appropriées, de méthodes d’exploitation appropriées, de méthodes d’application de l'engrais sans risque, en s'appuyant aussi sur l’éducation, la formation des parties prenantes.

### Elimination des agents pathogènes
En zone d'habitat dense, en complément des règles de bases d'hygiène, il est souvent avantageux de mutualiser les moyens et de confier au niveau communautaire (plutôt qu'au niveau de chaque ménage) la gestion de ce risques, par exemple via par une hygiènisation par un compostage thermophile, une maturation de 1,5 à 2 ans, un traitement chimique à l’ammoniac (produit à partir de l’urine) inactivant les parasites et pathogènes, un l’assainissement solaire (en zone tropicale), un stockage sécurisé pour séchage et traitement ultérieur, etc,.
En amont un prétraitement de la matière fécale issue des toilettes sèches à séparation d'urine (urine-diverting dry toilets - UDDT) est le séchage (au niveau des toilettes elles-mêmes (facilité par la collecte séparée de l'urine qui peut être temporairement stockée au niveau du ménage) ; L'eau est ainsi moins gaspillée, et le risque de diffusion de pathogène vers les puits, nappes ou eaux de surface est diminué. En aval, la gestion peut être : 
- semi-centralisée, par exemple avec un compostage de quartier ;
- entièrement centralisé, dans les usines de traitement des eaux usées et les usines de traitement des boues d'épuration.[réf. nécessaire]

### Contrôles
Des analyses physicochimiques, biochimiques et observations au microscope, outre des observations visuelles et les odeurs permettent de vérifier certains paramètres. 
Des œufs d'helminthes sont souvent utilisés comme organisme indicateur, car ces organismes comptent parmi les plus difficiles à détruire par la plupart des processus de traitement.
Les contrôles sont à adapter à l'approche à barrières multiples (qui autorise par ex. des niveaux de traitement plus faibles à une étapie, s'ils sont combinés avec d'autres obstacles post-traitement le long de la chaîne d'assainissement.

## Aspects environnementaux
Dans certains contextes (médicaux, géographiques, accidentels ou industriels) des excréments risquent d'être contaminés par des métaux toxiques, des polluants organiques persistants, ou des radionucléides, tous susceptibles d'être bioaccumulés dans les cultures et le réseau trophique. Seules les analyses physicochimiques peuvent le confirmer. Il faut les interpréter au regard du type de sol et du contexte, car par exemple, plus le sol est acide, plus les métaux y seront mobiles et bioassimilables, et  le complexe argilo-humique peut contribuer à fixer certains de ces toxiques dans le sol.[réf. nécessaire]
Un usage inadéquat de l'urine (très riche en azote) peut libérer une quantité excessives de nitrates, des sels très solubles et donc facilement lessivables, susceptibles de rapidement polluer les eaux superficielles ou souterraines, au détriment de la santé et de l'environnement,. Les applications doivent être dosées en fonction des besoins des plantes et échelonnées dans le temps pour éviter une lixiviation vers les eaux souterraines et l'eutrophisation des eaux de surface,,. Des niveaux de nitrate supérieurs à 10 mg/L (10 ppm) dans les eaux souterraines peuvent provoquer le «syndrome du bébé bleu» (méthémoglobinémie acquise). 
Un excès de nutriment (nitrates en particulier) peut fragiliser certaines cultures, et dégrader les habitats naturels via via l'eutrophisation voire une dystrophisation (qui favoriseront quelques espèces « nitrophiles » au détriment de la biodiversité et des espèces rares).

### Limites planétaires
Le tout-à-l'égout contribue à la dissémination des germes fécaux dans les eaux. Les cycles biogéochimiques de l'azote et du phosphore, qui constituent une des limites planétaires, sont ouverts. Il faut produire des engrais, dont la fabrication est énergivore.

## Autres usages (non fertilisant) des excréments
Parmi les autres usages figuraient ou figurent :
- l'utilisation de bouses de yack ou de vache comme matériau isolant traditionnel de construction. L'addition de matières fécales (jusqu'à 20 % en poids sec) dans des briques d'argile n'altère pas significativement leur qualité.
- l'utilisation d'excréments séchés comme combustibles : Des recherches en Ouganda et au Sénégal ont montré qu'il est viable d'utiliser des matières fécales sèches pour la combustion dans l'industrie, après séchage (au moins 28 % de "solides secs")[52]
- le foulage de la laine autrefois
- le tannage de peaux autrefois
- une technique de trempage de métaux autrefois
- certains usages médicinaux traditionnels (aujourd'hui jugés à risque) correspondant à la pharmacie excrémentielle (de)[53]
- la production de protéines, (via des installations pilotes alimentant des larves d'une mouche (Hermetia illucens, susceptible de nourrir des poulets en Afrique du Sud, ou des poissons...
- Récupération de métaux précieux, par exemple au Japon à partir d'eaux usées et de boues d'épuration. Aux États-Unis, l'USGS a calculé que les boues d'épuration générées par 1 million de personnes contenaient 13 millions de dollars de métaux précieux[54].
- la production d'hydrogène à partir d'urine, à l'étude[55],[56],[57]. L'urine contient plus de molécules d'hydrogène que l'eau, et elles y sont moins étroitement liée aux autres atomes ; par électrolyse, plus d’hydrogène est produit avec moins d’énergie[58].
- la production de biogaz par digestion anaérobie de boues fécales et/ou lisiers. Le biogaz peut ensuite être épuré en biométhane et injecté dans le réseau ou utilisé comme biocarburant[59].) Des microméthanieurs et de petites usines de biogaz sont utilisées dans de nombreux pays, dont le Ghana et le Viêt Nam[60] et beaucoup d'autres[61]. Des systèmes centralisés de plus grande taille se développent aussi, dont avec de grands digesteurs anaérobies traitant les eaux usées et les boues d'épuration.
- production d'électricité ; à partir de la combustion d'excréments et/ou de boues d'épuration séchées, ou plus souvent à partir du biogaz[62],[63],[64].

## Aspects économiques
L'utilisation des excréments est plus ou moins rentable selon les contextes et les enjeux retenus. 
Les expressions « économie de l'assainissement » (sanitation economy) et « ressources de toilette » (toilet ressources) ont été récemment introduits pour notamment décrire le potentiel commercial de filières valorisant les matières fécales humaines ou l'urine.[réf. nécessaire]

### Vente de compost
L'ONG SOIL (Sustainable Organic Integrated Livelihoods) en Haïti a commencé en 2006 à construire des toilettes sèches à séparation d'urine et à composter les déchets produits à des fins agricoles. Les deux installations de traitement des déchets de compostage de SOIL transforment actuellement plus de 20 000 gallons (75 708 litres) d’excréments humains en compost organique de qualité agricole chaque mois. Le compost produit dans ces installations est vendu aux agriculteurs, aux organisations, aux entreprises et aux institutions du pays pour aider à financer les opérations de traitement des déchets du SOIL. Les cultures cultivées avec cet amendement comprennent épinards, poivrons, le sorgho, maïs, etc. Chaque lot de compost produit est soumis à un test de dépistage de l’organisme indicateur E. coli afin d’assurer la destruction complète de l’agent pathogène au cours du processus de compostage thermophile.

## Aspects culturels et sociétaux
Malgré la promotion générale d'une économie circulaire et le soutien de l'OMS, des freins sociopsychologiques, culturels et parfois réglementaires restent à lever car dans les pays riches et les classes dirigeantes, ce qui concerne les excréments semble encore tabou ou gênant, et ailleurs le sujet est rarement pleinement intégré dans la politique et le discours public et social. 
Les réglementations relatives à l'utilisation d'excréments humaines et/ou animaux peuvent entraver la production et l'exportation ou l'importation de produits agricoles ainsi produits. Mais les retours d'expérience montrent que réviser la législation est nécessaire mais ne suffit pas ; il est important d'impliquer le "paysage institutionnel" et tous les acteurs, via des processus parallèles à tous les niveaux de gouvernance, du niveau national au local ; des stratégies adaptées à différents pays, contextes et cultures sont nécessaires ; ainsi qu'un appui à de nouvelles politiques sur le sujet.
À titre d'exemple : dans le district de Tororo (est de l’Ouganda), confronté à une grave dégradation des sols - les petits exploitants agricoles utilisent maintenant la fertilisation à l'urine, peu coûteuse, à faible risque et ayant significativement amélioré leurs rendements. Les normes sociales et les perceptions culturelles ont été un frein, qui doit être reconnu, mais qui a finalement été levé.

## Réglementations

### Utilisation d'urine en agriculture biologique en Europe
L'Union européenne (UE) autorise uniquement l'utilisation d'urine séparée à la source dans l'agriculture conventionnelle au sein de l'UE, mais pas encore dans l'agriculture biologique. C’est une situation que de nombreux experts agricoles, en particulier en Suède, souhaiteraient voir changer. Cette interdiction pourrait également réduire les possibilités d'utilisation de l'urine comme engrais dans d'autres pays, lorsqu'ils souhaitent exporter leurs produits agricoles vers l'UE.

### Les matières fécales déshydratées des UDDT aux États-Unis
Aux États-Unis, la réglementation de l'EPA régit la gestion des boues d'épuration, mais n'a pas compétence sur les sous-produits des toilettes sèches à séparation d'urine (urine-diversion dry toilet - UDDT). La surveillance de ces matériaux incombe aux États,.